# 5291 Юко
5291 Юко (5291 Yuuko) — астероїд головного поясу, відкритий 20 грудня 1990 року.
Тіссеранів параметр щодо Юпітера — 3,496.
Названо на честь Юко (яп. ゆうこ(優子) ю: ко).